# Chanani

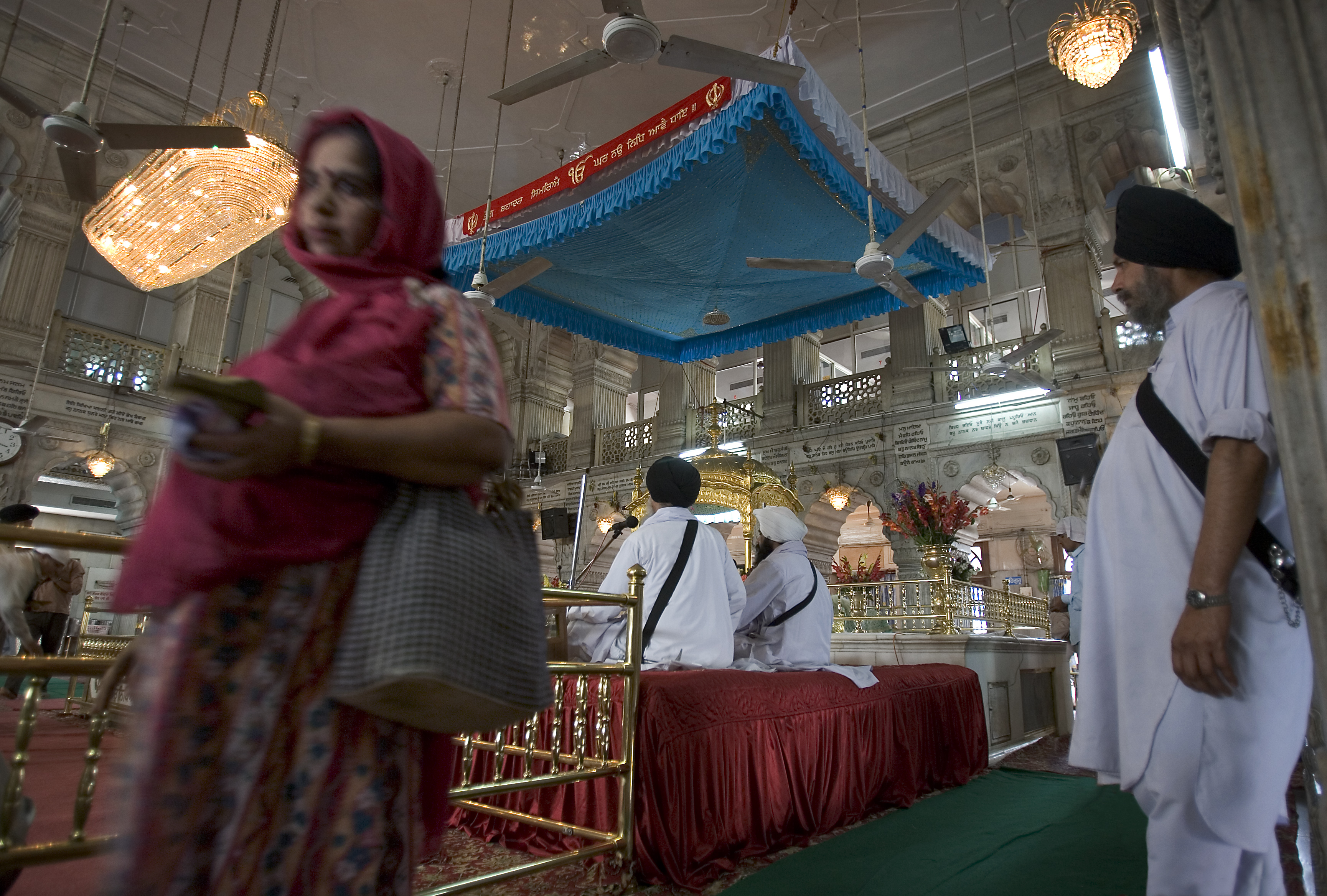
Chanani en un gurdwara de Delhi (India).

Un chanani es un dosel o baldaquino que se coloca en los gurdwaras (templos sij), por encima del Guru Granth Sahib, como señal de gran respeto.
Usualmente el chanani está confeccionado en tela adornada y se suele sujetar al techo por hilos o bien se sujeta con cuatro postes. Está presente en todos los gurdwaras por encima de sus sagradas escrituras, que cuando han de desplazarse, se utiliza conjuntamente con un palki, una especie de palanquín.  